# Hexokinas

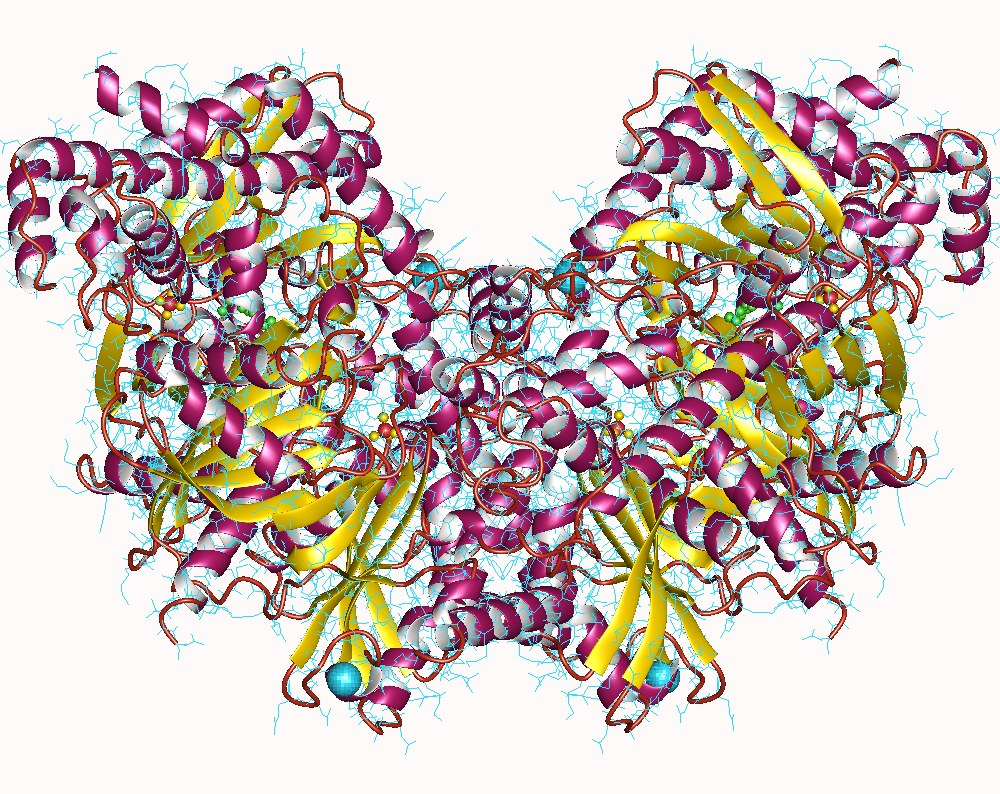
Hexokinase I, dimer, Human.

Hexokinas är ett av de enzymer som ingår i glykolysen. Det katalyserar fosforyleringen av hexoser som glukos till bland annat glukos-6-fosfat. Hexokinas har ett lågt Km-värde (Michaelis konstant), vilket gör att det snabbt når maximal arbetskapacitet redan vid låga glukoskoncentrationer. Dock har det inte särskilt hög Vmax, eftersom för hög arbetshastighet skulle medföra att fria fosfatgrupper i för hög utsträckning skulle plockas upp i form av glukos-6-fosfat, samt att det inte fosforylerar mer hexoser än vad cellen kan metabolisera.
Glukokinas, å andra sidan, har en högre Vmax men också högre Km. Detta gör att det börjar arbeta först vid högre glukoskoncentrationer. Glukokinas är aktivt främst i levern där det är involverat i omsättningen av glukos till glykogen.